# Тарновський Василь Васильович (молодший)
Васи́ль Васи́льович Тарно́вський (молодший) (20 березня (1 квітня) 1838, Антонівка — 13 (25) червня 1899 Качанівка) — український громадський і культурний діяч, аматор української старовини, меценат.

## Життєпис
Василь Тарновський (молодший) народився 20 березня (1 квітня) 1838 року у селі Антонівка Пирятинського повіту Полтавської Губернії в родині Василя Тарновського (старшого).

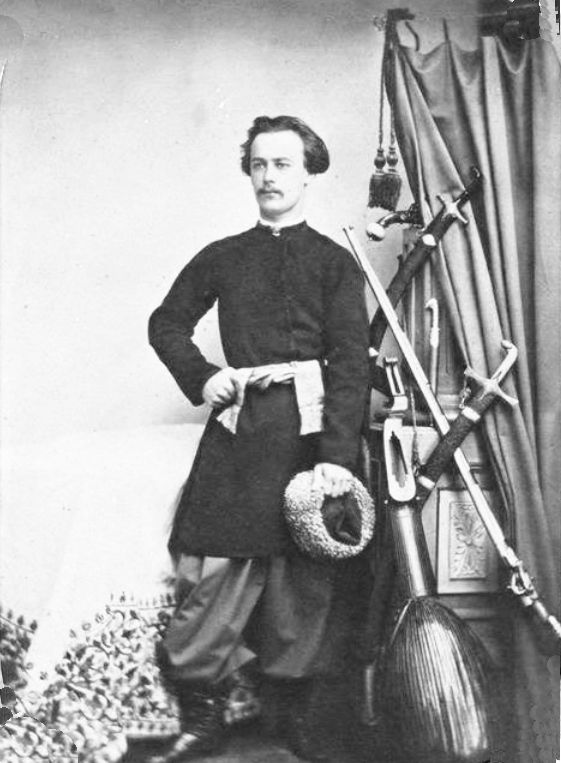
Василь Тарновський у національному вбранні, 1860 р.

Закінчив Інженерне училище в Петербурзі, потім — історико-філологічний факультет Київського університету святого Володимира. Шість разів його обирали повітовим провідником дворянства.
Став маршалом Ніжинського повіту (1875–1887). Глибоко шанував Тараса Шевченка й допомагав йому, був щедрим меценатом українських культурних починів, зокрема допомагав «Київській Старовині» у 1890-их роках, Київському історичному музею, дбав про упорядкування могили Шевченка в Каневі тощо.
Зібрав велику колекцію козацько-гетьманської музейної й архівної старовини і створив унікальну збірку Шевченкіани. Видав альбом з фотографіями Шевченкових офортів і каталог своїх музейних колекцій, а також альбом гетьманів («Исторические деятели Юго-Западной России». В. Антоновича й В. Беца).
В його маєтку — Качанівці — збиралися визначні діячі української культури (М. Костомаров, П. Куліш, Марко Вовчок, О. Лазаревський, В. Горленко та інші), а також Ілля Рєпін, М. Ґе та інші, у колі яких Тарновський мав дружнє прізвисько «Гетьман».
У 1870-х у Києві йому належало величезне землеволодіння, яке згодом частинами розпродав, — уся парна сторона вулиці Єлизаветинської.
Останні місяці прожив у Києві за адресою вул. Володимирська, 42. Тут містилася частина його великої колекції, котру він заповів Чернігівському губернському земству (художні твори, рукописи, у т. ч. Т. Шевченка тощо). Фундатор Музею Українських старожитностей (нині Чернігівський державний історичний музей), який він записав 1897 Чернігівському Земству.
Помер 13 (25) червня 1899 року. Похований у Києві на Звіринецькому кладовищі.

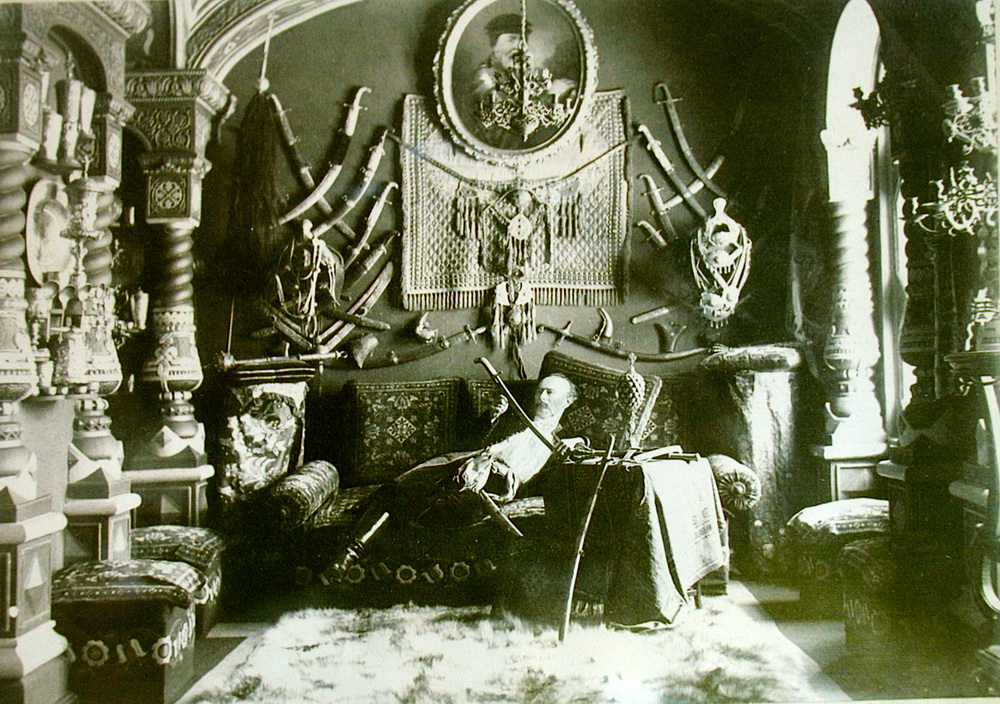
Тарновський в своєму маєтку Качанівка з шаблею Мазепи в руках. ХІХ століття.
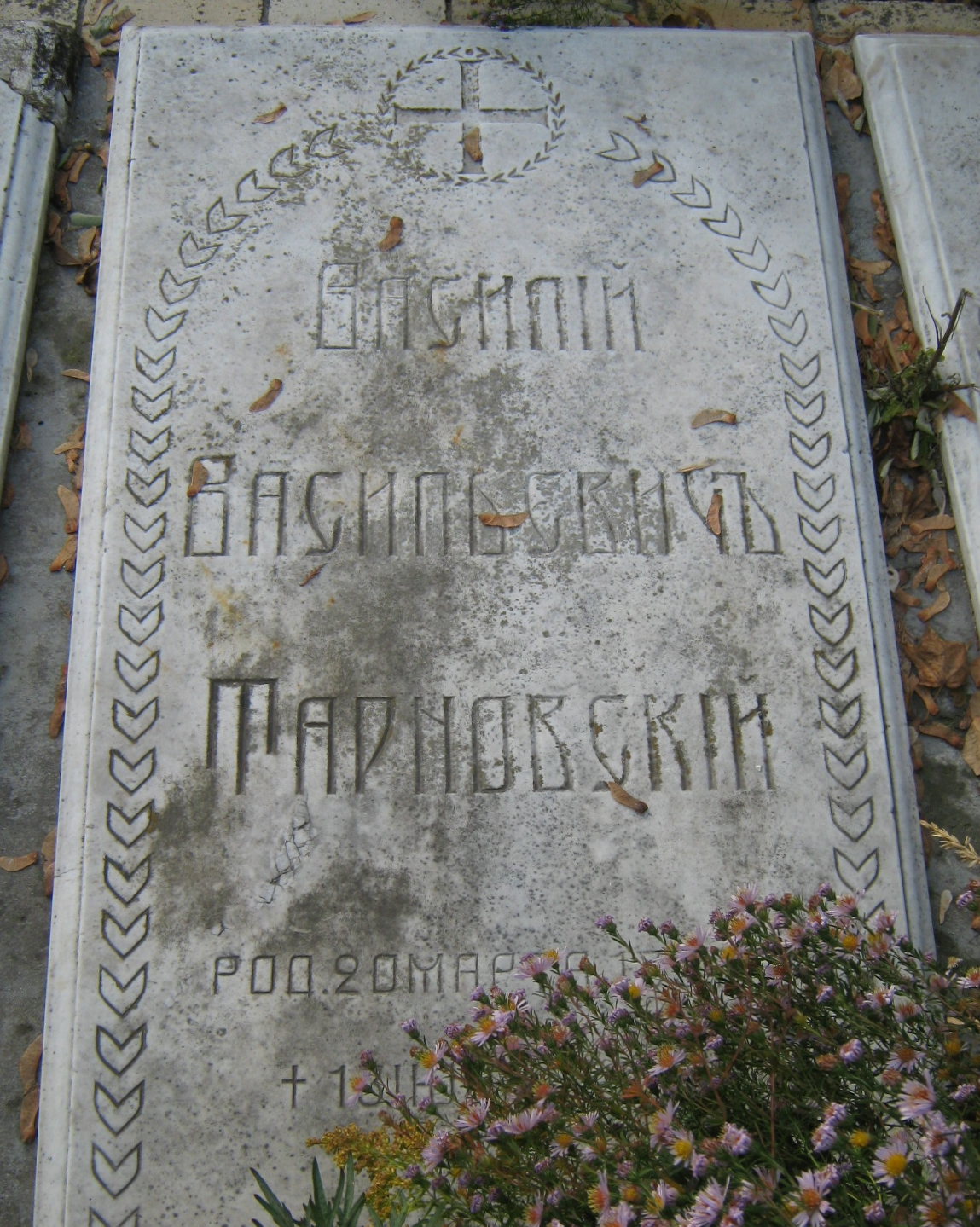
Могила Василя Тарновського
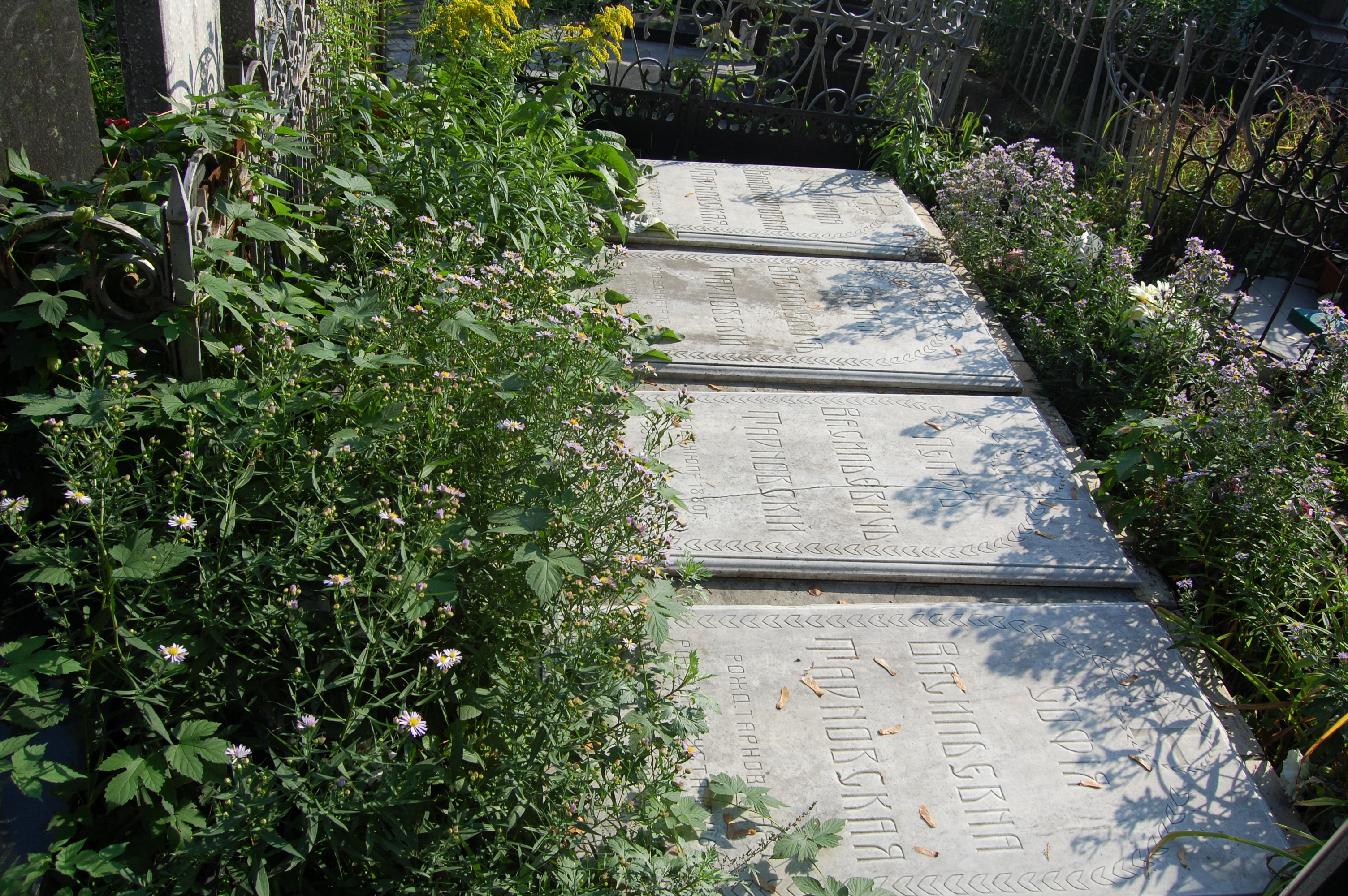
Родинне поховання Тарновських